# Morro dos Cabritos

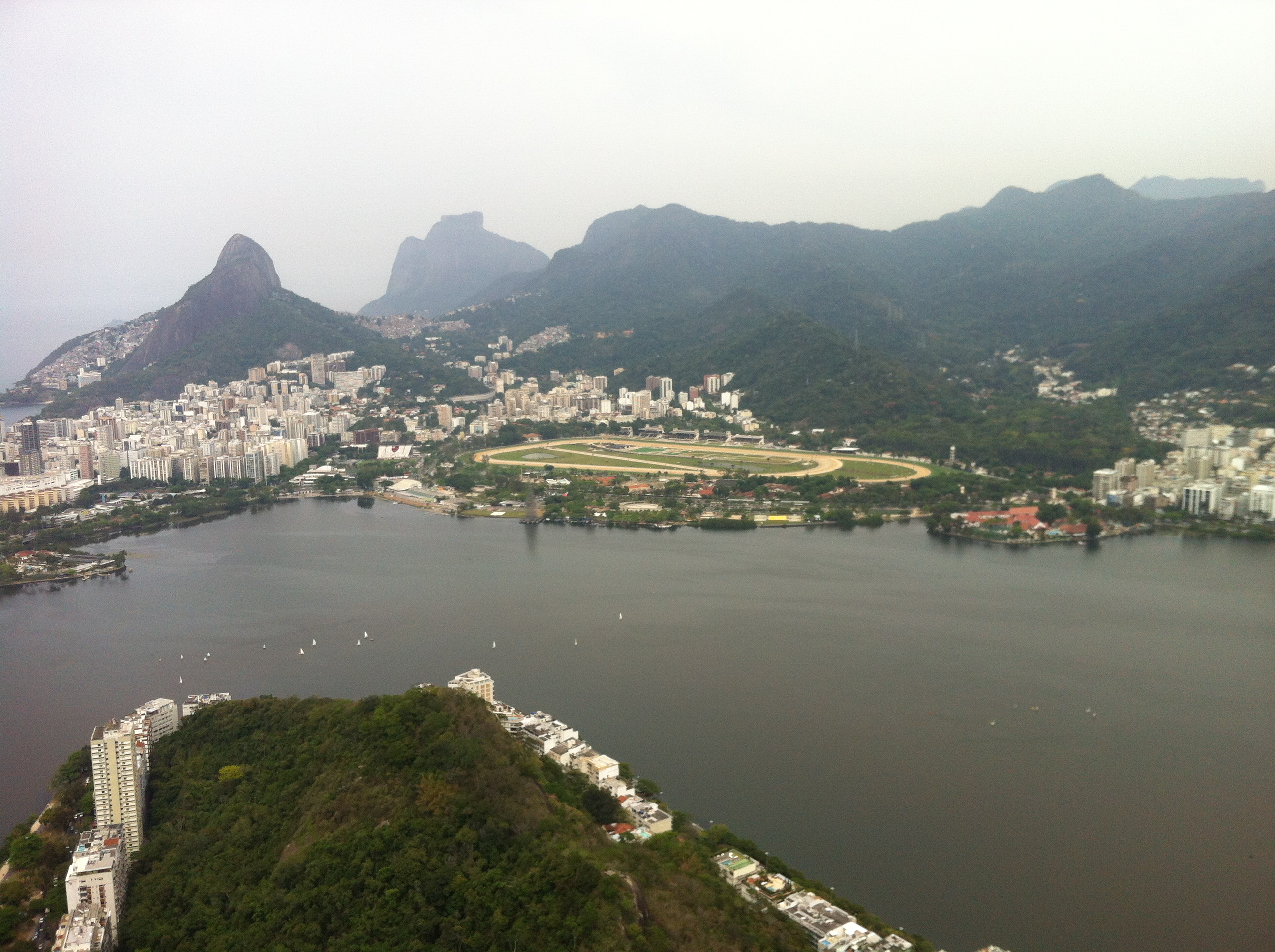
Morro dos cabritos - RJ

Morro dos Cabritos é um morro no Rio de Janeiro, com 298 metros de altitude.
Fica entre os bairros de Copacabana e Lagoa, integrando o Parque Natural Municipal da Catacumba, que por sua vez faz parte da Área de Proteção Ambiental Morro dos Cabritos e Saudade. Uma trilha no parque leva até o Mirante do Sacopã, de onde se avista a Lagoa Rodrigo de Freitas e as praias de Ipanema e Leblon. Há também 10 vias de acesso ao topo para montanhistas.
Na face sul, em Copacabana, existe uma comunidade que começou a se formar em 1926, quando imigrantes nordestinos se estabeleceram na subida do morro. Foi por causa desses primeiros moradores, que criavam cabras, que o morro ganhou o nome. A população, em 2010, era de pouco mais de 1.000 habitantes, com 325 domicílios. No entanto, a população vem crescendo desde 14 de janeiro de 2010, quando foi instalada uma Unidade de Polícia Pacificadora (UPP) na comunidade.